# Cung điện Schebek
Cung điện Schebek tiếng Séc: Schebkův palác), còn được gọi là "Ngôi nhà của Thiên thần", là tòa nhà theo kiến trúc Tân phục hưng, tọa lạc tại số 7 đường Politických, Phố Mới, thủ đô Praha. Cung điện là một trong số những di tích văn hóa nổi tiếng nhất ở Cộng hòa Séc.

## Lịch sử
Mảnh đất xây dựng Cung điện Schebek trước đây là của một trại trẻ mồ côi. Vào năm 1868, hai ông trùm đường sắt Jan Schebek và František Ringhoffer đã mua lại mảnh đất này. Từ năm 1870 đến năm 1872, Jan Schebek quyết định tiến hành xây dựng tòa nhà dựa trên bản thiết kế của kiến trúc sư người Séc Vojtěch Ignác Ullmann. Theo đó, kiến trúc của tòa nhà được lấy cảm hứng từ thành phố Rome thời phục hưng. Ban đầu, theo bản thiết kế tòa nhà chỉ cao ba tầng, nhưng sau đó các tầng tiếp theo đã được bổ sung liên tiếp kể từ khi xây dựng. Tòa nhà có bốn cánh, với khoảng sân lớn hình chữ nhật ở trung tâm. Đặc biệt, vẻ đẹp của cung điện nằm ở các tác phẩm nghệ thuật xuất sắc của những nghệ sĩ người Séc, bao gồm những bức tranh tường trên trần nhà của họa sĩ Viktor Barvitius, những tác phẩm điêu khắc của Josef Wagner và cầu thang bằng đá cẩm thạch dẫn đến phòng tiếp tân của tầng một.
Trước khi thuộc sở hữu của Ngân hàng Áo-Hung và trở thành trụ sở chính ngân hàng ở Praha, tòa nhà đã từng là nơi ở của gia đình Schebek trong vòng 18 năm. Sau chiến tranh Thế giới lần thứ nhất, tòa nhà trở thành trụ sở Văn phòng Ngân hàng của Bộ Tài chính vào năm 1919, sau đó được chuyển thành Ngân hàng Quốc gia Tiệp Khắc vào năm 1926. Đến năm 1963, tòa nhà chính thức thuộc quyền tiếp quản của Viện Hàn lâm Khoa học Tiệp Khắc (CSAS).
Hiện tại, tòa nhà là trụ sở chính của Trung tâm Nghiên cứu Kinh tế và Giáo dục sau đại học - Viện Kinh tế (CERGE-EI), là một đơn vị sở hữu thuộc Viện Hàn lâm Khoa học Cộng hòa Séc.

## Một số hình ảnh

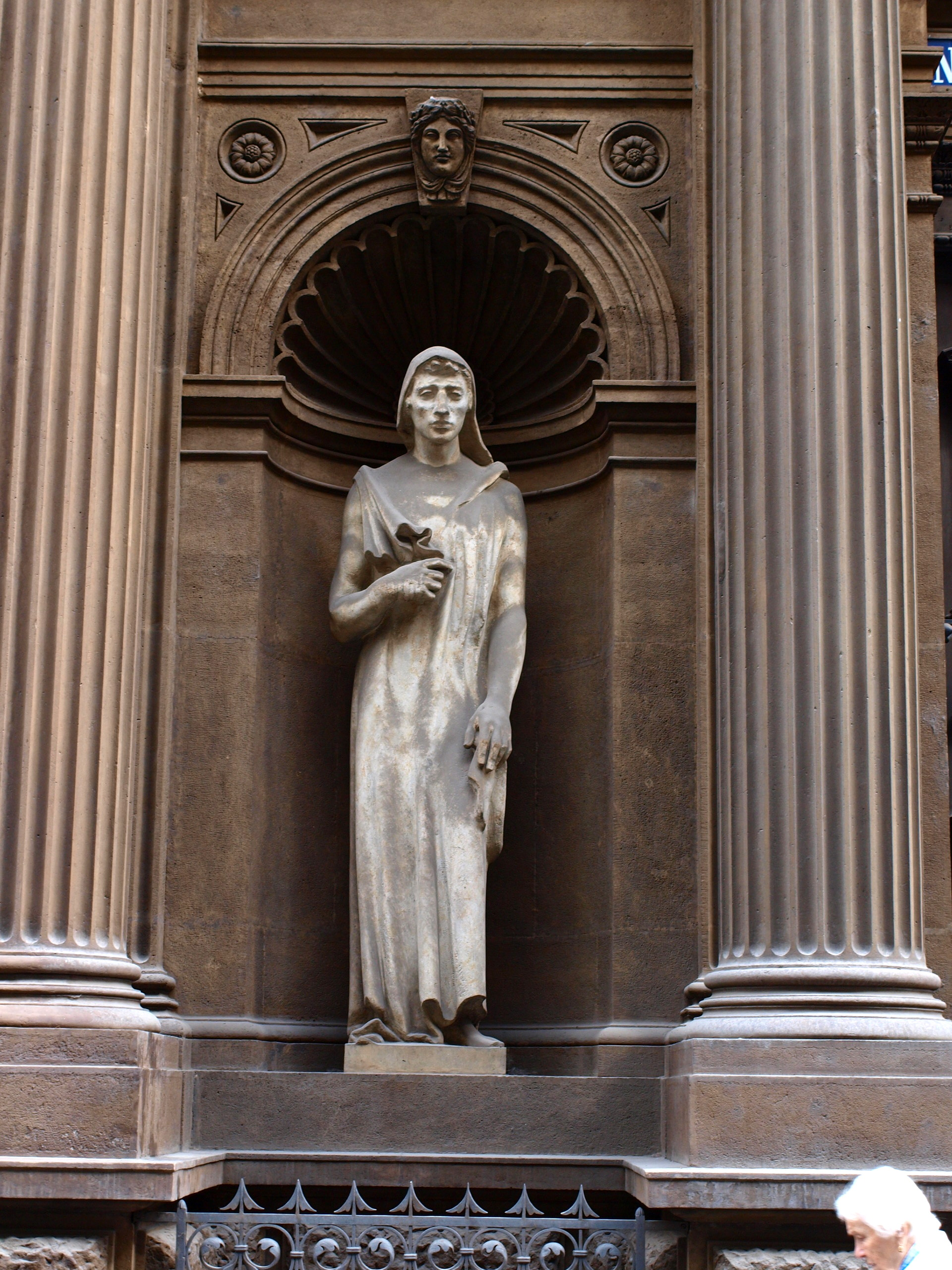
Tượng điêu khắc
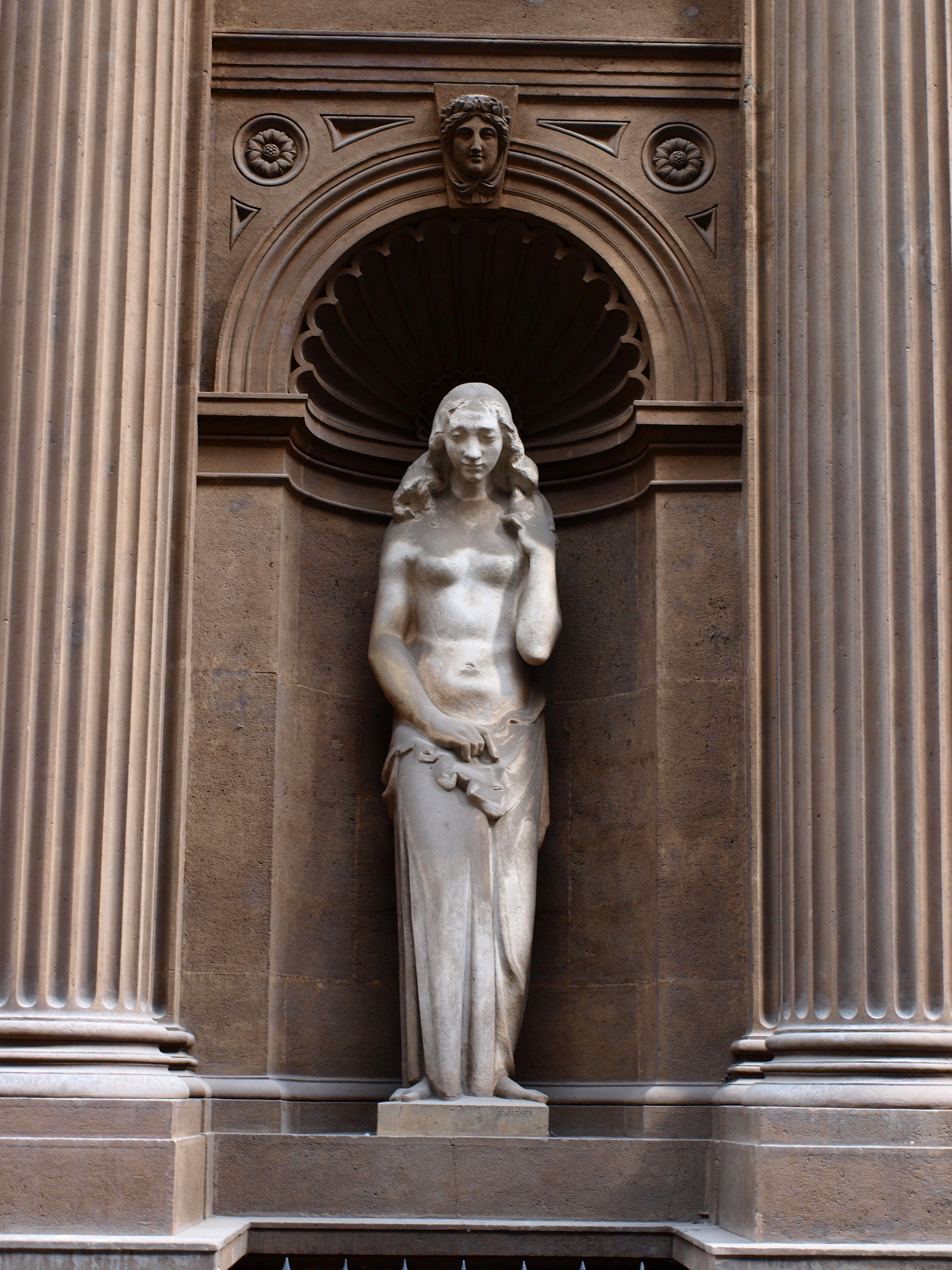
Tượng điêu khắc
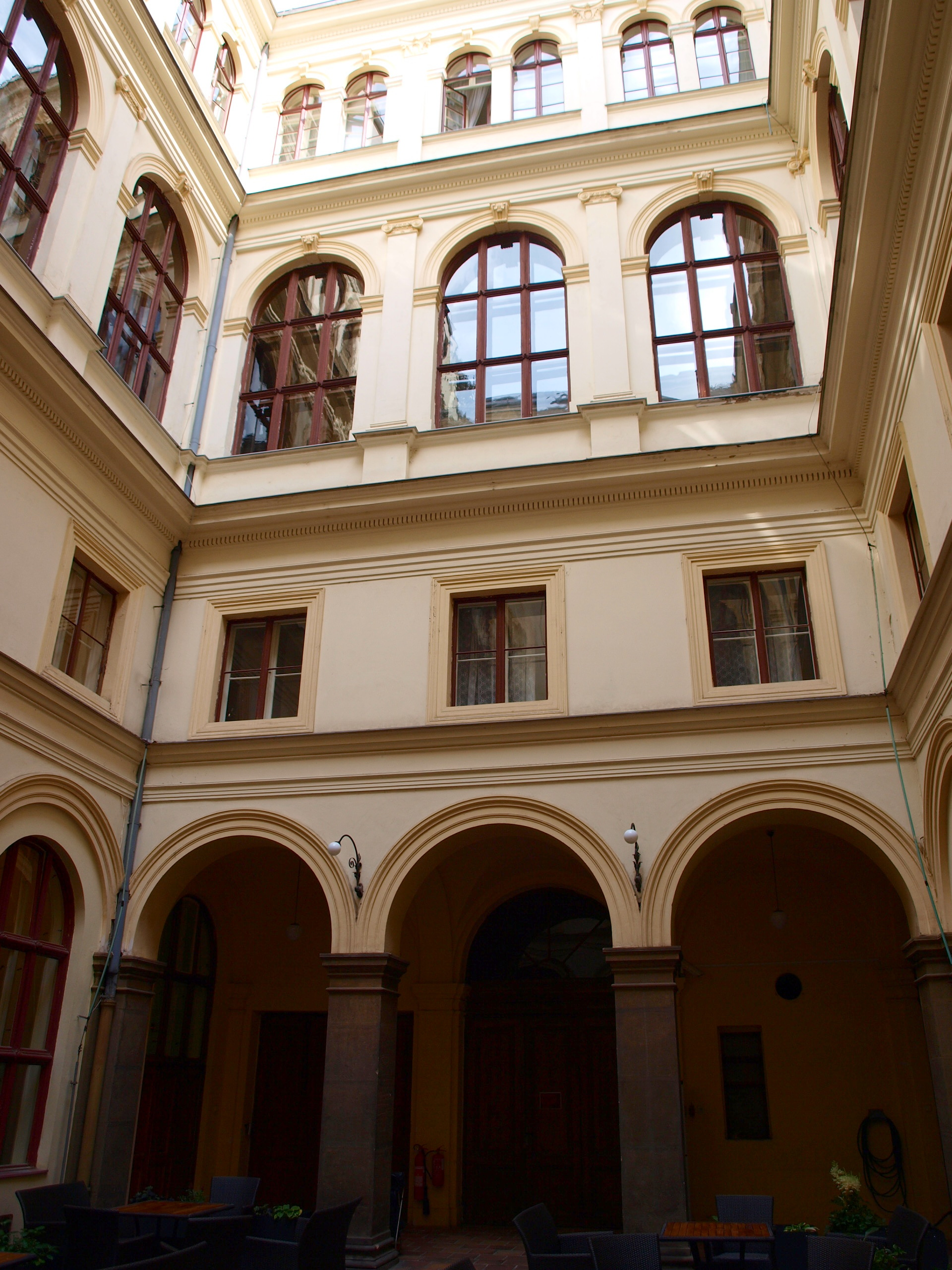
Sân chính
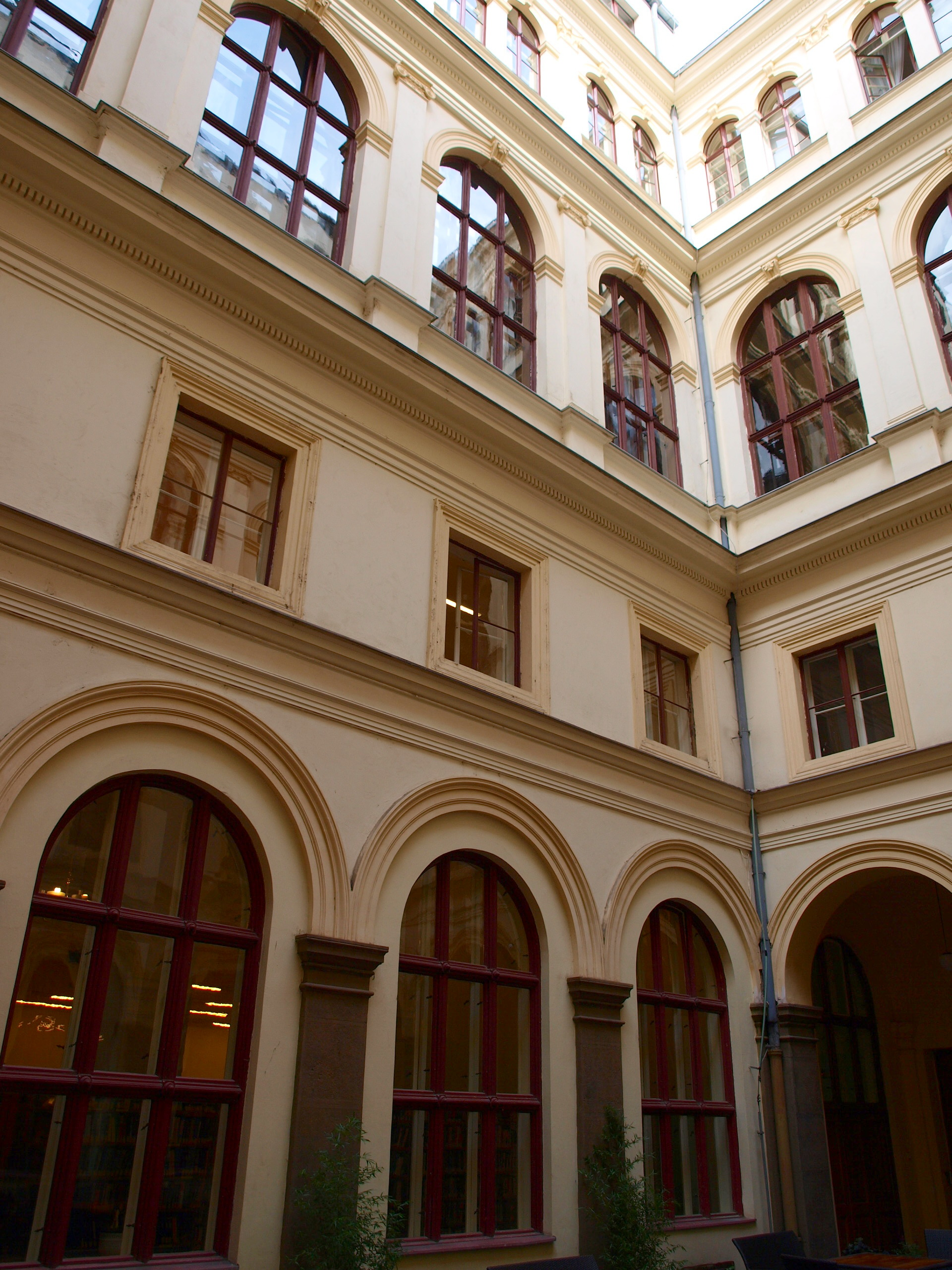
Sân chính
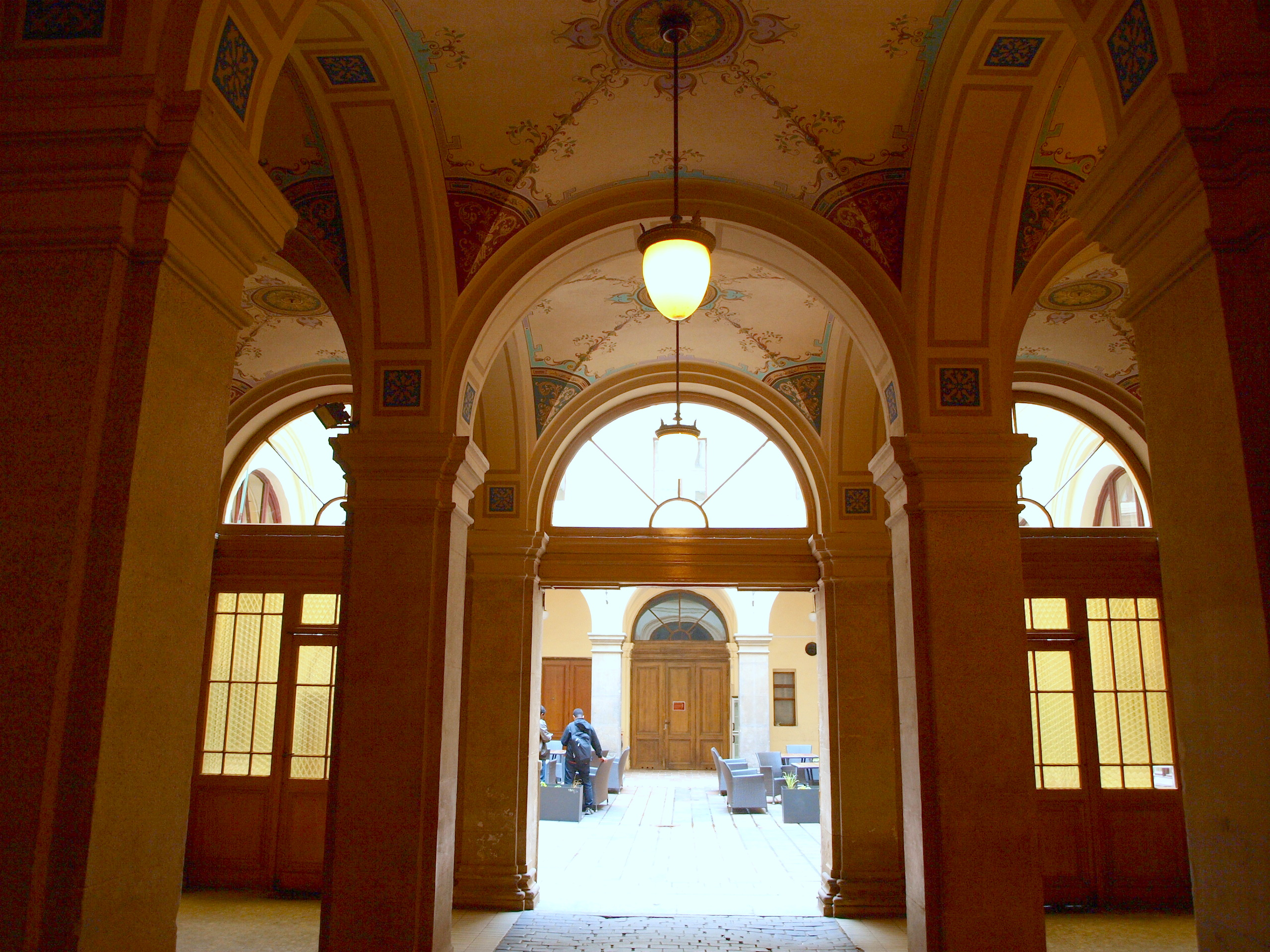
Tiền sảnh
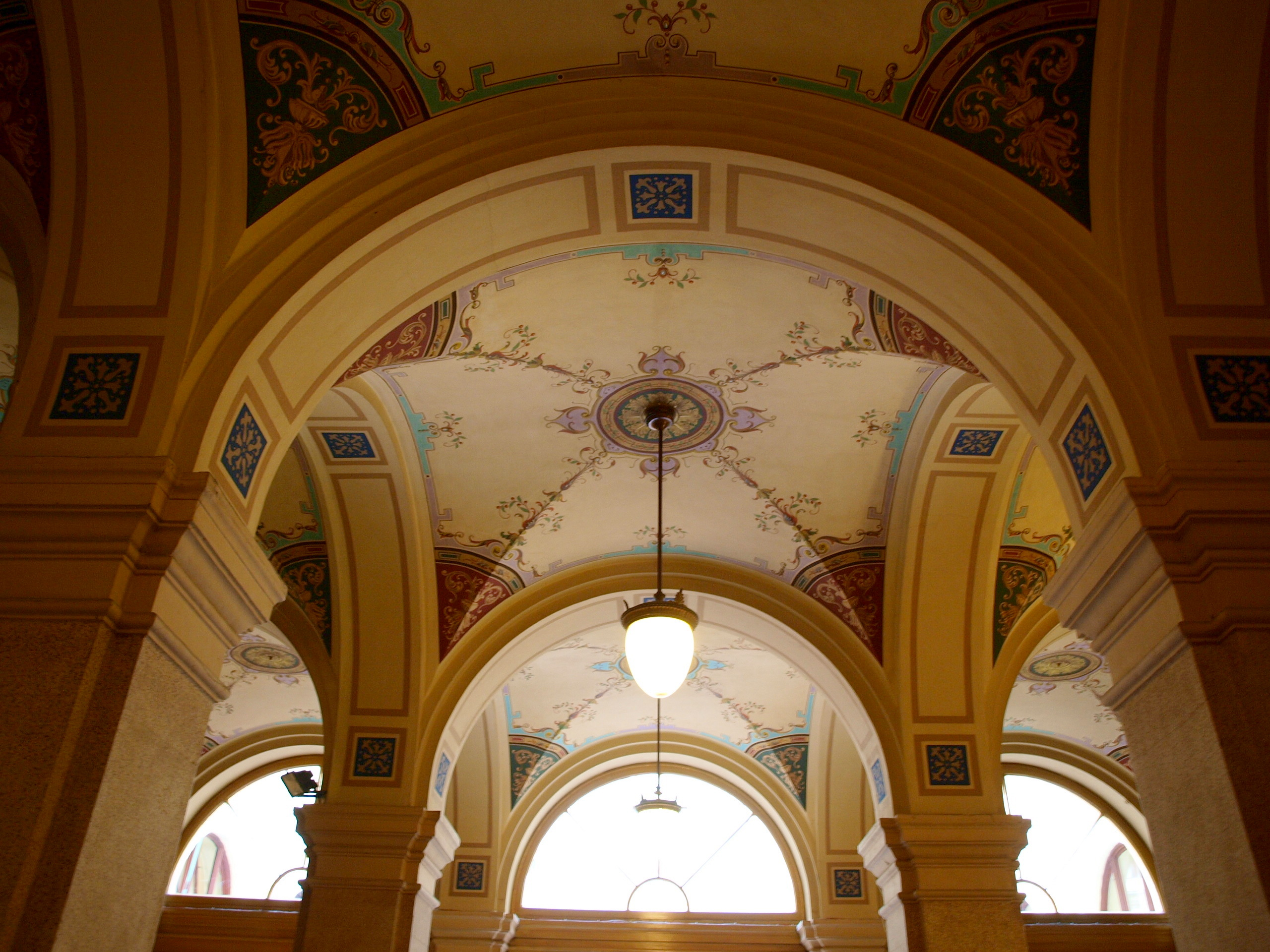
Tiền sảnh
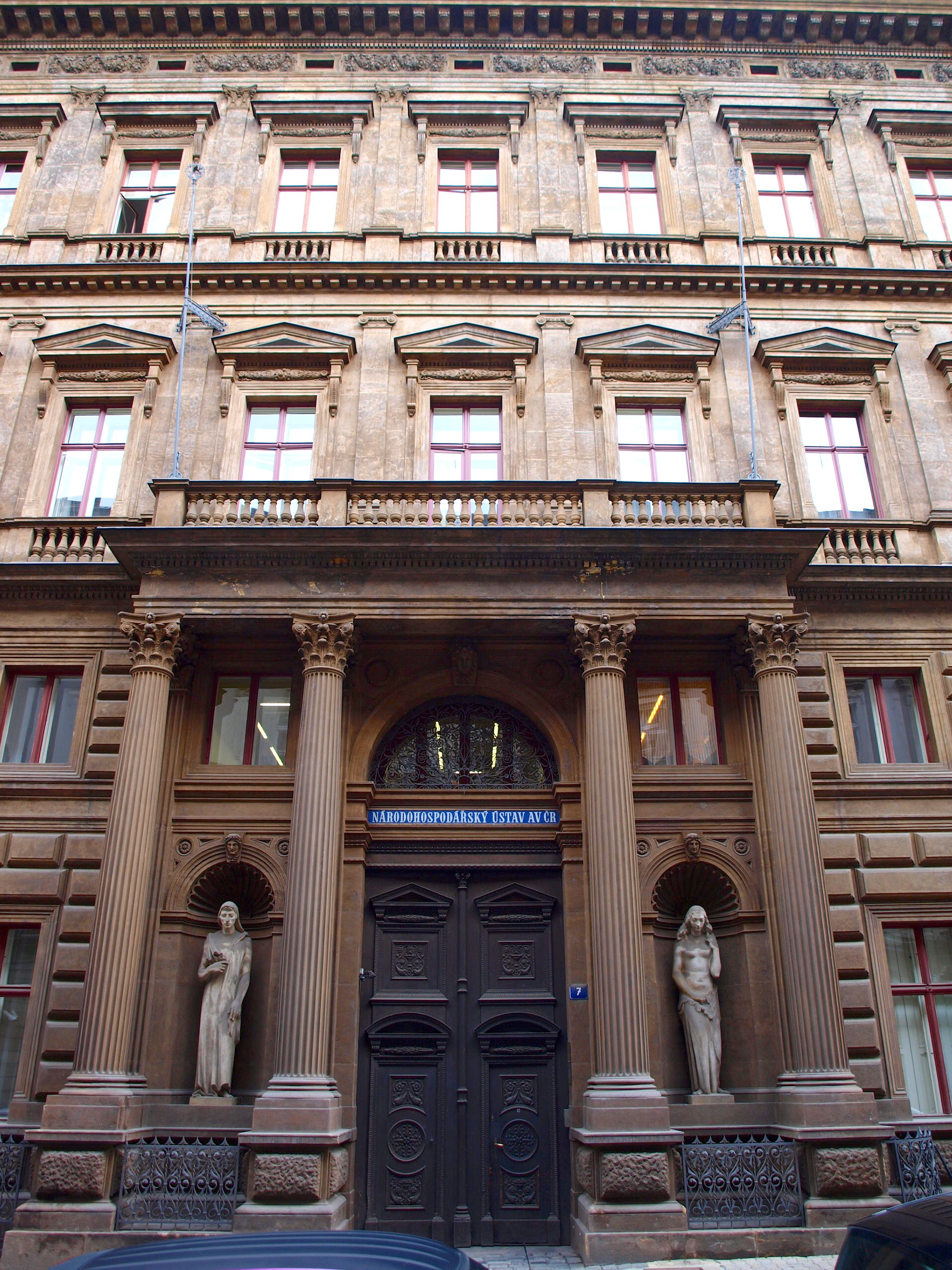
Lối vào cung điện